# Fatalny błąd
Fatalny błąd (ang. Fatal Error; także Reaper) – telewizyjny film fabularny (thriller), wyprodukowany w 1999 roku przez stację Hallmark. W Polsce emitowany był także na antenie TVP2. Film oparto na noweli Bena Mezricha.
Film traktuje o walce ze śmiertelnym wirusem, który w błyskawicznym tempie dostaje się do organizmu ofiary, niedługo później mordując ją.

## Obsada
- Antonio Sabato Jr. jako Nick Baldwin
- Janine Turner jako dr Samantha Carter
- Robert Wagner jako Albert Teal
- Jason Schombing jako Charlie
- Malcolm Stewart jako Jack Doulan
- David Lewis jako Ned Henderson